# Clara Hakedosha
Clara Hakedosha (hebreu: קלרה הקדושה‎), estrenada internacionalment com Saint Clara , és una pel·lícula israeliana de 1996 dirigida per Ari Folman i Ori Sivan amb un guió de Folman. sobre la novel·la Les idees de Santa Clara de Pavel Kohout. La pel·lícula té lloc l'any 1999 en un petit poble israelià, on una jove anomenada Clara Chanov (Lucy Dubinchik) descobreix que té poders paranormals que li permeten predir el futur.
La pel·lícula va ser seleccionada com a entrada israeliana per al Millor pel·lícula en llengua estrangera als Premis Oscar de 1996, però no va ser acceptada com a nominada.

## Argument
La pel·lícula s'obre amb Eddie Tikel i "Rozy" Rosenthal corrent cap a la seva aula a l'escola Golda, uns instants abans que el director Tissona i Zvi Munitz, el professor tutor de l'aula, arribin amb els resultats de matemàtiques: tota la classe va tenir un 100% d'èxit a la seva prova. Després de "lloar" sarcàsticament la classe, Munitz i Tissona procedeixen a denunciar-ho com a "un acte de rebel·lió" i que el culpable confessi la seva actuació. Quan cada un dels seus companys comença a ser cridat, Tikel i Rozy decideixen prendre pastilles per evitar l'interrogatori. Elinor Galash, una prodigi de les matemàtiques, és assenyalada com la persona que va ajudar a resoldre les preguntes de l'examen, tot i que Tissona no la castiga i li ofereix la seva simpatia. El següent a ser interrogat és Rozy, a qui intenta plantar la llavor del dubte insinuant falsament que Rozy s'esgotarà, però quan se li pregunta qui va fer xantatge a Elinor perquè resolgués les respostes de la prova, es troba en silenci. El següent és Tikel, a qui Tissona li explica un somni que va tenir amb Édith Piaf, després una experiència sobre la seva joventut amb un interès amorós, en un intent d'aconseguir que confessi el seu "patètic acte de rebel·lió". Tikel, però, nega que hagi organitzat l'acte. Finalment, Galit Biron ajuda a rastrejar Munitz i Tissona fins a Clara Chanov, que gairebé immediatament revela que va donar els números de la prova als noins, i també que tenia "una idea" sobre quins números es donarien a la prova, revelant que té clarividència.
L'endemà al matí, en Tikel i en Rozy intenten cremar viva la Galit Biron com a represàlia per haver explicat a Munitz i Tissona sobre la Clara. La Galit, però, revela que en comptes del període d'Esports aquell dia, faran una altra prova de matemàtiques, i que la Clara li va explicar. En Tikel li pregunta a la Clara, i ella els dona 5 números del llibre. Com era d'esperar, Tissona i Munitz intenten fer una rifa per veure si l'última prova va ser una casualitat; Elinor Galash escull els 5 números del llibre, tal com va predir la Clara: 99, 404, 111, 890 i 1000. Després que tota la classe hagi acabat el test, Tikel s'hi acosta per Tissona, que comença a sospitar que ell i Rozy van prendre pastilles per evitar parlar amb les autoritats de l'escola. Després de l'escola, Tikel, Rozy i Liby, una amiga seva, parlen dels esdeveniments i que la Clara és massa intel·ligent per endevinar els números de la prova dues vegades. Quan s'allunyen del recinte de l'escola, els amics anarquistes decideixen "fer una cosa molt forta que els posarà [els] als llibres d'història del país". Mentre es van separant, Rozy li diu a Liby que en Tikel està enamorat de la Clara i (erròniament) que Tikel podria ser un agent doble per a Tissona.
Més tard aquella tarda, Munitz i Tissona van a casa de la Clara i intenten desmentir que la Clara té clarividència. La família de la Clara, però, insisteix que ho és, fins i tot davant l'escepticisme de Munitz. No obstant això, la Clara i la Tissona diuen que la reunió és curta, ja que la Clara té una visió: l'acció dels nens, tal com es va revelar, va ser penjar l'estàtua de l'homònim de l'escola Golda Meïr a l'aula de l'aula i calar-li foc, cosa que Clara, com s'entén que la seva família és devota de Golda Meïr, es considera un insult profund. Tissona, ara convençuda que la Clara sí que té clarividència, proclama que ella i ell lideraran la revolució que en realitat Tissona esperava des de feia anys, i li adverteix que no s'enamori, perquè si ho fa, perdrà els seus poders.
L'endemà al matí, Munitz, encara escèptic dels poders de la Clara, decideix trencar qualsevol control que té sobre els companys donant-li un problema algebraic sense solució, i evitant qualsevol "ajuda" que pogués necessitar, fins i tot la de Tikel que havia arribat de l'oficina de Tissona després d'haver rebut una advertència per mantenir-se lluny de la Clara. El pla de Munitz surt malament quan el cel s'enfosqueix a un vermell intens i una cigonya vola i trenca la finestra; està implicat, després es revela, que la Clara havia cridat a la cigonya perquè la tragués de la pissarra. Per consolar-se pel fracàs del seu pla, Munitz explica a Tissona l'únic dia que va passar a Vietnam durant la guerra, que va acabar amb ell derrotant a Bobby Fischer als escacs; Tissona, per la seva banda, revela una cosa que molta gent, especialment Tikel, sospitava durant molt de temps: havia dormit amb Édith Piaf a principis de 1961, i l'experiència va fer que Piaf escrigués "Non, Je Ne Regrette Rien".
Tikel i els altres decideixen fer una visita a la casa dels Chanov. Liby anomena la Clara "sòlida", i Rozy parla de la Clara en el seu conjunt;Tikel, però, assenyala que un cop d'ull als seus ulls fa que la gent digui coses que mai no faria, i que és fascinant per això. La Clara, per la seva banda, també va a casa d'en Tikel, on es troba amb el pare d'en Tikel, un policia, que endevina que va ser ella qui va endevinar els números dels dos qüestionaris. Li demana a la Clara que l'ajudi a trobar una noia de la qual estava enamorat des que era petit; aquesta noia resulta ser ni més ni menys que la Sharon, la mare de Tikel. Impressionat (tot i que exteriorment escèptic), el pare de Tikel fa que la Clara escrigui els números de la loteria d'aquell vespre. Guanya la loteria i promet donar la meitat dels diners als Chanov. No obstant això, l'acció va ser minada per Igor Chanov, el pare de la Clara, que va donar els números de la loteria a tothom a Kiryat Gat, ja que treballa a la planta de loteria Mifal HaPayis. Mentre sopen aquella nit, l'Elvis, l'oncle de la Clara, està sorprès per un xoc d'obusos després de recordar el que li va passar a la seva xicota després que ella toqués a la zona nuclear d'Ucraïna (s'implica que era la zona de Txernòbil llavors recent). Més tard, mentre lluita per recordar què li va passar a la Natasha, la Clara li diu que va fugir amb algú més, encara que també li diu a Tikel que se la va menjar un ós (la qual cosa implicaria que ningú sap realment què li va passar a la Natasha).
Les conseqüències del sorteig de la loteria es fan sentir quan moltes persones se suïciden en massa, mentre que d'altres encara fan protestes enutjades, culpant a Igor de la seva ruïna. Una periodista del programa de RTL Catàstrofes a Israel informa de l'escena, i quan ella intenta entrevistar el pare de Tikel, que arriba a l'escena, ell la maleeix i deixa la seva feina a la televisió en directe.
Mentrestant, el ressentiment sorgeix entre Rozy, Liby i Tikel. Frustrats amb el comportament de Tikel durant la debacle del qüestionari de matemàtiques, després de l'incident de l'estàtua de Golda, i ara el sorteig fallit de la loteria, Rozy i Liby comencen a burlar-se de Tikel, i Tikel és advertit per Rozy que no sobreviuria a la Xoah ja que "no pot manejar l'estrès mental". El ressentiment bull durant una nit, mentre en Tikel recull una flor per a la Clara. La Rozy, la Liby i la companya d'escriptori de l'Elinor apareixen i finalment decideixen trair obertament Tikel. Després de ser insultat per Rozy tant pel fet de fer "amistat" amb Tissona com per ser un agent doble (i, per extensió, el seu pare), Tikel i Rozy es barallen, però Rozy no sols li pega un cop de puny, sinó que també el colpeja amb un bat de beisbol. declarant que la Clara no sortiria mai amb ell. Després de tornar a casa, Tikel i Sharon parlen del que va passar, i Sharon parla de com la gent solia barallar-se per ella, excepte un: el pare d'en Tikel. Mentre parlen, la Clara arriba a casa seva, però mentre Tikel intenta fer-se presentable, se'n va i topa sense voler amb Rozy, la seva germana Vered i Liby, que la porta amb ells a fer una gira per la ciutat. Van a una xocolateria, on Rozy, armat amb el seu bat de beisbol, trenca un aparador per donar-li un tros de xocolata a la Clara.
L'endemà, la Clara és aclamada per tota l'aula, malgrat que Rozy l'utilitza com a cap d'una revolució de mini-aula. Aquella tarda, finalment Tikel crida el nom de la Clara, per a sorpresa de Tissona. Quan Tikel i Clara s'allunyen del recinte de l'escola, són abordats per Liby i Rozy, que de nou es burlen de Tikel i diuen que Tikel és incapaç de liderar una revolució. Aleshores, la Clara retorna el tros de xocolata a Rozy i li diu que se li ho doni a Liby, que l'estima de veritat. Mentre tant en Tikel com en Clara continuen sortint del recinte de l'escola, ell la demana a una pel·lícula, de la qual la Clara no està segura, ja que un terratrèmol està a punt de colpejar la ciutat. La notícia fa que la major part de la ciutat marxi en pànic, llevat de Tikel i Clara, les seves respectives famílies, i Liby i Rozy. Aquella nit, Rozy i Liby comparteixen el seu primer moment com a parella junts, amb Rozy expressant admiració per la nova fama de Clara i admetent que se sent culpable per trair en Tikel com ells. Mentrestant, de camí a la pel·lícula, la Clara i en Tikel passegen per la ciutat, i es troben amb l'Elvis, que li diu que no tingui por del terratrèmol, a més d'una aparició sorprenent: Tissona, que també es s'ha quedat, li demana a Tikel que el perdoni, i expressar admiració per Tikel i Clara junts. Aleshores, durant Salveu el Titanic!, la Clara i el Tikel es besen, i es produeix el terratrèmol. Tikel, tanmateix, assenyala que el terratrèmol només és de 4,0 a l'escala de Richter, i està passant. La pel·lícula acaba amb un fotograma congelat de Clara i Tikel a la sala de cinema.

## Repartiment
| Actor           | Rol              | Descripció                                                                       |
| --------------- | ---------------- | -------------------------------------------------------------------------------- |
| Lucy Dubinchik  | Clara Chanov     | Una noia estranya que fa poc va emigrar de Rússia a Israel.                      |
| Halil Elohev    | Eddie Tikel      | El principal interès romàntic de la Clara, que trama activitats rebels amb Rosy. |
| Yigal Naor      | Director Tissona | Un director excèntric, que està fascinat per la Clara.                           |
| Johnny Peterson | Rosy             | El millor amic d'Eddie, que també està enamorat de la Clara.                     |
| Maya Maron      | Libby            | Una noia xicotot, amiga d'Eddie i Rosy.                                          |

## Premis
La pel·lícula va guanyar 6 Premis Ophir, a la millor pel·lícula, direcció, millor actriu, millor actor secundari, millor muntatge i millor música. També va guanyar el premi a la millor pel·lícula al Festival Internacional de Cinema de Haifa.